# Naissance en 1997
Naissance
- 1993
- 1994
- 1995
- 1996
- 1997
- 1998
- 1999
- 2000
- 2001

Les naissances en 1997 concernent les personnalités nées entre le 1er janvier et le 31 décembre 1997.

## Janvier
- 1er janvier : Chidozie Awaziem, footballeur nigérian
- 2 janvier :
  - Mathieu Riebel, coureur cycliste français († 20 octobre 2017)
  - Carlos Soler, footballeur espagnol
- 6 janvier : 
  - Ángelo Araos, footballeur chilien
- 7 janvier : Isaiah Brown, footballeur anglais
- 9 janvier : 
  - Jacob Karlstrøm, footballeur norvégien
  - Adrián Marín, footballeur espagnol
- 10 janvier : Peato Mauvaka, joueur français de rugby à XV
- 11 janvier : 
  - Cody Simpson, chanteur australien
  - Félix Torres, footballeur équatorien
- 12 janvier : 
  - Bernabé Zapata Miralles, joueur de tennis espagnol
  - Jerdy Schouten, footballeur néerlandais
  - Henrik Udahl, footballeur norvégien
- 13 janvier :
  - Jimmy Wopo, rappeur américain († 18 juin 2018)
  - Connor McDavid, joueur de hockey sur glace canadien
- 14 janvier : Cedric Teuchert, footballeur allemand
- 17 janvier : 
  - Sondre Fet, footballeur norvégien
  - Andreas Hanche-Olsen, footballeur norvégien
  - Jake Paul, vidéaste américain
- 19 janvier :
  - Robyn Lambird, athlète handisport représentant l'Australie.
  - Mercianne Hendo, joueuse de handball congolaise.
- 20 janvier : Rayane Soares da Silva, athlète handisport brésilienne
- 22 janvier :
  - Valentina Bergamaschi, footballeuse italienne
  - Gerzino Nyamsi, footballeur français
- 23 janvier : Sophie Hahn, athlète handisport britannique
- 24 janvier : Jonah Bobo, acteur américain
- 26 janvier : 
  - Julio Pleguezuelo, footballeur espagnol.
  - Gedion Zelalem, footballeur anglo-américain.
- 27 janvier :
  - Kinga Głyk, bassiste et compositrice de jazz polonaise.
  - Lukas Mühl, footballeur allemand.
- 29 janvier :
  - Arón Piper, acteur allemano-espagnol.
  - Stefan O'Connor, footballeur anglais.
  - Yusuf Yazıcı, footballeur turc.
- 31 janvier :  Hina Sugita, footballeuse japonaise.

## Février
- 1er février :
  - Alexandre Müller, joueur de tennis français
  - Juninho, footballeur brésilien
  - Lyanco, footballeur brésilien
  - Park Ji-Hyo, chanteuse sud-coréenne, membre du groupe Twice
- 2 février :
  - Ellie Bamber, actrice anglaise
  - Sadiq Umar, footballeur nigérian
- 5 février : Delphine Cascarino et Estelle Cascarino, footballeuses françaises
- 6 février :
  - Djibril Sow, footballeur suisse
  - Cristian Martínez, footballeur panaméen
  - Ludivine Reding, actrice québécoise
- 7 février : Nicolò Barella, footballeur italien
- 8 février : Pascal Eenkhoorn, coureur cycliste néerlandais
- 10 février :
  - Chloë Grace Moretz, actrice américaine
  - Nadia Podoroska, joueuse de tennis russe
- 11 février : 
  - Hubert Hurkacz, joueur de tennis polonais
  - Rosé, chanteuse du groupe sud-coréen Blackpink
- 12 février :
  - Anna Grimaldi, athlète handisport australienne
  - Wang Yue, judokate handisport chinoise
- 14 février :
  - Bente Paulis, rameuse néerlandaise
  - Joseph Truman, coureur cycliste britannique
- 15 février : Gustav Granath, footballeur suédois
- 16 février : 
  - Anders Hagelskjær, footballeur danois
  - Kazusa Ogawa, judokate handisport japonaise
- 18 février :
  - Pia Greiten, rameuse allemande
  - Camila Valbuena, coureuse cycliste colombienne
- 19 février : 
  - Nuno Borges, joueur de tennis portugais
  - Paige Greco, coureuse cycliste handisport australienne
- 21 février :
  - Claire Fay, joueuse de rink hockey française
  - Davide Vitturini, footballeur italien
- 22 février :
  - Komaki Kikuchi, escrimeuse japonaise
  - Ilia Samsonov, joueur de hockey sur glace russe
- 23 février :
  - Gautier Larsonneur, footballeur français
  - Benjamin Henrichs, footballeur allemand
- 24 février :
  - Lloyd Harris, joueur de tennis sud-africain
  - Anthony Georgiou, footballeur anglais
  - Petr Rikunov, coureur cycliste russe
- 25 février :
  - Santiago Ascacíbar, footballeur argentin
  - Eric Osborne, acteur et musicien canadien
  - Brock Boeser, joueur de hockey sur glace canadien
  - Isabelle Fuhrman, actrice américaine
- 28 février :
  - Abby Champion, mannequin américaine
  - Yayesh Gate Tesfaw, athlète handisport éthiopienne.

## Mars
- 2 mars : Becky G, chanteuse américaine
- 3 mars :
  - David Neres, footballeur brésilien
  - Camila Cabello, chanteuse américaine, ex-membre des Fifth Harmony
- 4 mars : Martin Terrier, footballeur français.
- 6 mars : Étienne Ca, joueur français de basket-ball
- 7 mars :
  - Maaike Coljé, coureuse cycliste néerlandaise.
  - Mathilde Clément, samboïste française
  - Thomas Hayes, acteur norvégien
- 10 mars :
  - Belinda Bencic, joueuse de tennis suisse
  - Nahikari García, footballeuse espagnole
- 12 mars : Allan Saint-Maximin, footballeur français
- 13 mars :
  - Claudio Bravo, footballeur argentin
  - Fatim Jawara, footballeuse gambienne († 27 octobre 2016)
  - Rúben Neves, footballeur portugais
- 14 mars :
  - Alfred García, chanteur espagnol
  - Simone Biles, gymnaste artistique américaine
- 16 mars :
  - Dominic Calvert-Lewin, footballeur anglais
  - Florian Neuhaus, footballeur allemand
- 17 mars :
  - Francesco Di Felice, coureur cycliste italien
  - Katie Ledecky, nageuse américaine
- 18 mars : Ciara Bravo, actrice américaine
- 19 mars : Kwak Dong-yeon, acteur et musicien sud-coréen
- 21 mars :
  - Miguel Ángel Fernández, coureur cycliste espagnol
  - Martina Stoessel, actrice et chanteuse argentine
- 22 mars : Alex Meret, footballeur italien
- 23 mars : 
  - Thiago Maia, footballeur brésilien
  - Grégory Alldritt, joueur français de rugby à XV
- 24 mars : 
  - Mina Myoui, chanteuse japonaise, membre du groupe Twice
  - Daniel Stensson, footballeur suédois.
  - Yanick van Osch, footballeur néerlandais.
- 25 mars :
  - Rodrigo Amaral, footballeur uruguayen
  - Prakash Neupane, rappeur et chanteur népalais
- 26 mars : Théo Dachary, rugbyman français
- 27 mars : Lisa, rappeuse, chanteuse et danseuse du groupe sud coréen Blackpink
- 28 mars : Manuel Benson, footballeur belge
- 30 mars :
  - Cha Eun-woo, chanteur, acteur et modèle sud-coréen
  - Gabriel N'Gandebe, joueur de rugby français
- 31 mars : Kevin Tshiembe, footballeur danois.

## Avril
- 1er avril : Asa Butterfield, acteur anglais
- 2 avril : 
  - Jorge Fernandes, footballeur portugais
  - Bjorg Lambrecht, coureur cycliste belge († 5 août 2019).
- 3 avril : Gabriel Jesus, footballeur brésilien
- 4 avril :  Victor Leksell, chanteur suédois.
- 6 avril : Kim Min-gyu, chanteur sud-coréen
- 8 avril : Keira Walsh, footballeuse anglaise
- 9 avril :
  - Enock Kwateng, footballeur français
  - Maxence Prévot, footballeur français
- 10 avril : Claire Wineland, activiste, entrepreneuse et auteure américaine († 2 septembre 2018).
- 11 avril : Tully Kearney, nageuse handisport britannique
- 12 avril : 
  - Andrejs Cigaņiks, footballeur letton.
  - Katelyn Ohashi, gymnaste américaine
- 14 avril : Guilherme Arana, footballeur brésilien
- 15 avril :
  - Maisie Williams, actrice britannique
  - PLK, rappeur français
- 16 avril : Arttu Hoskonen, footballeur finlandais.
- 17 avril : Jorge Meré, footballeur portugais
- 18 avril : 
  - Donny van de Beek, footballeur néerlandais
  - Caleb Swanigan, joueur de basket-ball américain.
- 19 avril : 
  - Alexandrine Belle-Étoile, Miss Maurice 2022.
  - Félix Eboa Eboa, footballeur franco-camerounais
- 20 avril : Alexander Zverev, tennisman allemand
- 21 avril : Mikel Oyarzabal, footballeur espagnol
- 23 avril : Anastasia Solovieva, athlète russe
- 24 avril : Jérémy Gélin, footballeur français
- 25 avril : 
  - Boris Buša, joueur serbe de volley-ball.
  - Djilsi, vidéaste web et streameur français.
  - Jan Vodháněl, footballeur tchèque.
- 26 avril : 
  - Pedro Martínez, joueur de tennis espagnol
  - Calvin Verdonk, footballeur néerlandais
- 28 avril : Kevin Balanta, footballeur colombien
- 29 avril : Lucas Tousart, footballeur français
- 30 avril : Daisy Cleverley, footballeuse néo-zélandaise

## Mai
- 2 mai :
  - BamBam, rappeur et danseur du groupe sud-coréen GOT7
  - Pan Jiamin, pongiste chinoise
- 3 mai :
  - Lisa Boattin, footballeuse italienne
  - Desiigner, chanteur américain
  - Dwayne Haskins, joueur professionnel américain de football américain.
- 4 mai : Nathalie Björn, footballeuse suédoise
- 5 mai : Jaume Munar, joueur de tennis espagnol
- 7 mai : Daria Kasatkina, joueuse de tennis australienne.
- 8 mai : Maxime Cressy, joueur de tennis américain
- 10 mai : Anna Anvegård, footballeuse suédoise
- 11 mai : Lana Condor, actrice américaine
- 12 mai : 
  - Frenkie de Jong, footballeur néerlandais
  - Odeya Rush, actrice israélo-américaine
  - Eirik Wichne, footballeur norvégien
- 13 mai : Astrit Selmani, footballeur kosovar
- 14 mai : Maeva Ghennam, influenceuse française.
- 15 mai : Ousmane Dembélé, footballeur international français
- 17 mai : Tommy Paul, joueur de tennis américain
- 18 mai : Frederik Lauenborg, footballeur danois
- 21 mai : Federico Bonazzoli, footballeur italien
- 23 mai : Joe Gomez, footballeur anglais
- 24 mai : Cristian Calderón, footballeur mexicain.
- 26 mai : 
  - Anissa Maoulida, footballeuse comorienne
  - Marisa Dick, gymnaste artistique d'origine canadienne
- 28 mai : Jacob Rasmussen, footballeur danois.
- 30 mai :
  - Jake Short, acteur américain
  - Bjarne Vanacker, coureur cycliste belge († 6 novembre 2017).

## Juin
- 2 juin : Alejandro Tabilo, joueur de tennis chilien
- 3 juin : Leonard Owusu, footballeur ghanéen.
- 4 juin : Antoine Hastoy, joueur français de rugby à XV
- 6 juin : 
  - Moukdavanyh Santiphone, chanteuse laotienne
  - Sipili Falatea, joueur français de rugby à XV
- 7 juin : Raska, vidéaste web, cadreur et monteur français.
- 10 juin : Nour Imane Addi, footballeuse internationale marocaine
- 12 juin : Sebastián Córdova, footballeur mexicain
- 13 juin : Abigail Harrison, communicatrice scientifique américaine
- 17 juin : 
  - Alexander Bublik, joueur de tennis kazakh
  - K. J. Apa, acteur et chanteur néo-zélandais
- 18 juin : Estelle Maskame, autrice de littérature de jeunesse écossaise
- 21 juin :
  - Rebecca Black, chanteuse américaine
  - Ferdinand Habsburg, prince et pilote automobile autrichien
- 22 juin : Dinah Jane, chanteuse américaine et membre du groupe Fifth Harmony
- 24 juin : Tom Laperche, navigateur français
- 25 juin :
  - Rodrigo Bentancur, footballeur uruguayen
  - Amira Rouibet, escrimeuse algérienne
- 27 juin :
  - Hanene Salaouandji, lutteuse algérienne
  - H.E.R., chanteuse américaine
- 28 juin : Jaouad Darib, joueur marocain naturalisé néerlandais de basket-ball.

## Juillet
- 2 juillet :
  - Tessa Dullemans, rameuse néerlandaise.
  - Grace Geyoro, footballeuse française
- 3 juillet : Gaëlle Godard, femme jockey française
- 4 juillet :
  - Vincent Marchetti, footballeur français
  - Esra Yıldız, boxeuse turque.
- 5 juillet : Jamie, chanteuse sud-coréenne
- 7 juillet : Kenzie Reeves, actrice pornographique américaine
- 10 juillet : Hadrien Salvan, nageur français
- 11 juillet : Ayu Maulida, mannequin indonésienne
- 12 juillet : Malala Yousafzai, militante des droits des femmes pakistanaise
- 14 juillet : Yuki Kakita, footballeur japonais
- 15 juillet : Mats Deijl, footballeur néerlandais.
- 17 juillet : Sigurd Haugen, footballeur norvégien.
- 21 juillet :
  - Khrystyna Stoloka, mannequin ukrainienne.
  - Cailee Spaeny, chanteuse et actrice américaine.
- 23 juillet : Andrés Llinás, footballeur colombien.
- 30 juillet : 
  - Egil Selvik, footballeur norvégien.
  - Leonardo Sernicola, footballeur italien.

## Août
- 3 août : Julien Le Cardinal, footballeur français
- 5 août : Olivia Holt, actrice américaine
- 7 août : 
  - Roman Safiullin, joueur de tennis russe
  - Ina Kaldani, judokate handisport géorgienne
- 8 août : Ayoub Lakhdar, footballeur marocain
- 10 août : Kylie Jenner, actrice et mannequin américaine
- 12 août :
  - Clara Fuentes Monasterio, haltérophile vénézuélienne
  - Yōta Maejima, footballeur japonais.
  - Yuliia Shuliar, athlète handisport ukrainienne
- 13 août : Yeo Jin-goo, acteur sud-coréen
- 16 août : Greyson Chance, chanteur américain
- 17 août : Josephine Langford, actrice australienne
- 20 août : 
  - Philippe Rommens, footballeur belge
  - Thalita Simplício, athlète handisport brésilienne
- 23 août : Miles Parks McCollum (Lil Yachty), rappeur américain
- 24 août : Alan Walker, producteur britannico-norvégien
- 25 août : Osman Kakay, footballeur sierraléonais
- 26 août : Stephanie van Eer, actrice néerlandaise
- 28 août : Billel Benhammouda, footballeur algérien.
- 29 août : Jacob Ortmark, footballeur suédois
- 30 août :
  - Allie Reilly, rameuse américaine
  - Sara Socas, rappeuse espagnole
- 31 août : Gijs Smal, footballeur néerlandais

## Septembre
- 1er septembre : Jeon Jungkook, dit Jungkook, chanteur et danseur sud-coréen du groupe BTS
- 2 septembre : Zuzanna Irena Jurczak, dit Sanah, auteure-compositrice-interprète polonaise
- 5 septembre : Anouar Tarkhatt, footballeur marocain
- 7 septembre : Dean-Charles Chapman, acteur britannique
- 10 septembre : Carlota Munave, taekwondoïste swazie
- 11 septembre : Harmony Tan, joueuse de tennis française
- 12 septembre : Pierre Bourgarit, joueur français de rugby à XV
- 14 septembre :
  - Orla Comerford, athlète handisport irlandaise
  - Simon Olsson, footballeur suédois
- 16 septembre : Sydney Payne, rameuse d'aviron canadienne
- 19 septembre : Jiang Fenfen, athlète handisport chinoise
- 26 septembre : Ilona Bachelier, actrice française
- 27 septembre : 
  - Kialonda Gaspar, footballeur angolais.
  - Shivani Kataria, nageuse indienne
  - Prince Wong, militante Hongkongaise
- 30 septembre :
  - Emanuel Gularte, footballeur uruguayen
  - Yana Kudryavtseva, gymnaste rythmique russe
  - Max Verstappen, pilote de Formule 1 néerlandais

## Octobre
- 1er octobre : Öznur Cüre, archère turque
- 3 octobre : Bang Chan, Leader du groupe sud-coréen Stray Kids
- 4 octobre : 
  - Tom Moyal, designer graphique français.
  - Choi Yu-na dite Yuju, chanteuse sud-coréenne membre du groupe GFriend
- 6 octobre : Théo Hernandez, footballeur français
- 7 octobre : Nicole Maines, actrice transgenre américaine
- 8 octobre :
  - Gabriel Bordier, athlète français
  - Bella Thorne, danseuse, actrice et mannequin américaine
- 11 octobre : Zhou Zhaoqian, athlète handisport chinoise
- 12 octobre : Wen Xiaoyan, athlète handisport chinoise
- 16 octobre : 
  - Aurélien Diesse, judoka français.
  - Herman Johansson, footballeur suédois.
  - Charles Leclerc, pilote de Formule 1 monégasque.
- 17 octobre : Shi Yiting, athlète handisport chinoise
- 20 octobre : Andrey Rublev, joueur de tennis russe
- 23 octobre : Élie Okobo, basketteur français
- 28 octobre :
  - Taylor Fritz, joueur de tennis américain
  - Winwin, chanteur chinois membre du boy group NCT
  - Sierra McCormick, actrice américaine
- 29 octobre : 
  - Amine Aboulfath, footballeur marocain
  - Fouad Aghnima, joueur international allemand de futsal.
- 30 octobre : Hester van der Veld, joueuse néerlandaise de hockey sur gazon.

## Novembre
- 6 novembre : Abadi Hadis, athlète éthiopien († 4 février 2020)
- 15 novembre : 
  - Leelah Alcorn, adolescente américaine († 28 décembre 2014)
  - Paula Badosa, joueuse de tennis espagnole.
- 17 novembre : Kim Yugyeom, chanteur et danseur sud-coréen, membre du groupe GOT7
- 19 novembre : Léna Mahfouf, vidéaste web et influenceuse française
- 24 novembre : Julian Lelieveld, footballeur néerlandais
- 25 novembre : Mathias Rasmussen, footballeur norvégien
- 26 novembre : Beka Mikeltadze, footballeur géorgien

## Décembre
- 1er décembre :
  - Jung Chae-yeon, chanteuse, actrice et modèle sud-coréenne, membre du groupe DIA et ex-membre du groupe I.O.I.
  - Michelito Lagravère, matador franco-mexicain.
  - Alex Molčan, joueur de tennis slovaque.
  - Adi Nalić, footballeur bosnien.
- 2 décembre : Kwon Soon-woo, joueur de tennis sud-coréen.
- 3 décembre : Jamie Jacobs, footballeur néerlandais.
- 6 décembre :
  - Nafissatou Cissé, actrice burkinabè.
  - Sabrina Ionescu, basketteuse américaine.
  - Christian Kouamé, footballeur ivoirien.
- 13 décembre : 
  - Dávid Hancko, footballeur slovaque.
  - Takuma Ominami, footballeur japonais.
- 16 décembre : 
  - Zara Larsson, chanteuse suédoise.
  - Rashmita Minz, joueuse indienne de hockey sur gazon.
  - Yeule, autrice-compositrice-interprète singapourienne.
- 17 décembre : Roman Květ, footballeur tchèque.
- 18 décembre : Danielle Rauen, pongiste brésilienne.
- 22 décembre : Jérôme Onguéné, footballeur camerounais.
- 24 décembre : Sevda Valiyeva, judokate handisport azerbaïdjanaise.
- 31 décembre : Rebecca Wilde, rameuse britannique.